# Sabiá-castanho
Sabiá-castanho (nome científico: Cichlopsis leucogenys) é uma espécie de ave passeriforme da família dos turdídeos (Turdidae).

## Nomes populares
O nome sabiá-castanho foi selecionado como nome vernáculo técnico para a espécie Cichlopsis leucogenys pelo Comitê Brasileiro de Registros Ornitológicos (CBRO) em 2021.

## Descrição
O sabiá-castanho mede de 20,5 a 21 centímetros de comprimento. A plumagem é marrom, sendo o centro da garganta laranja avermelhado ou avermelhado e o ventre acinzentado claro.

## Distribuição e habitat
O sabiá-castanho pode ser encontrado no Brasil, Colômbia, Equador, Guiana, Peru, Suriname e Venezuela. Habita florestas subtropicais ou tropicais úmidas de baixa altitude e regiões subtropicais ou tropicais húmidas de alta altitude, principalmente a 800 metros acima do nível do mar e ainda mais alto nos tepuis.

## Conservação
Não há dados sobre quantos indivíduos da espécie existem, mas se presume que sua população esteja em declínio devido à perda de habitat. Na Lista Vermelha da União Internacional para a Conservação da Natureza (UICN / IUCN), foi classificado como em perigo. No Brasil, em 2005, foi classificado como em perigo na Lista de Espécies da Fauna Ameaçadas do Espírito Santo; em 2010, como criticamente em perigo na Lista de Espécies Ameaçadas de Extinção da Fauna do Estado de Minas Gerais; em 2014, como em perigo na Portaria MMA N.º 444 de 17 de dezembro de 2014; em 2017, como em perigo na Lista Oficial das Espécies da Fauna Ameaçadas de Extinção do Estado da Bahia; e em 2018, como em perigo no Livro Vermelho da Fauna Brasileira Ameaçada de Extinção do Instituto Chico Mendes de Conservação da Biodiversidade (ICMBio).